# Villanova (Istrana)
Villanova è una frazione del comune di Istrana, in provincia di Treviso.

## Geografia fisica
Villanova sorge all'estremità sudorientale del comune, non lontana da Ospedaletto.
A meridione dell'abitato scorre il fiume Sile, attorno al quale si estende un'area di paludi e risorgive protetta da un parco naturale. Per il resto, il territorio si presenta privo di corsi d'acqua di rilievo e l'approvvigionamento idrico è assicurato dalle varie canalette derivanti dal canale della Vittoria di Ponente, alimentato a sua volta dal Piave.

## Storia
Il paese viene citato per la prima volta in un atto vescovile del 1014. Il toponimo deriva evidentemente da villa noviter facta (paese di nuova fondazione) alle dipendenze del vescovo di Treviso (IX-X secolo) e quindi sede di una cappella dall'abbazia di Santa Maria Assunta di Mogliano. Fu infatti la badessa Gisla, il 12 aprile 1198, a posare la prima pietra della chiesa di San Matteo.

## Monumenti e luoghi d'interesse

### Chiesa di San Matteo
La parrocchiale, come già accennato, fu fondata dalle monache di Mogliano sul finire del XII secolo, ma l'ultima consacrazione, seguita a un totale rifacimento, risale al 1779. Lo storico Francesco Scipione Fapanni la ricorda come una delle chiese più eleganti dei dintorni e alcuni studi la ritengono progettata da Giorgio Massari.
Il campanile ospita un concerto di tre campane in Fa3 maggiore. Sono state fuse dalla storica fonderia Pietro Colbachini di Bassano del Grappa (VI) nel 1906.
La tela dell'altare maggiore, raffigurante il patrono, è opera di Giovanni Battista Zelotti.

### Chiesa dell'Albera
Sorge a sud del centro, a poca distanza dal Sile. La tradizione afferma che, nel Trecento, la Madonna sarebbe apparsa sopra un grande pioppo di queste campagne. L'albero è stato abbattuto negli anni sessanta e il tronco ora è conservato, come una reliquia, sul retro dell'altare. Nel 1988 la chiesa è stata eretta a Santuario. Sulla facciata è murata una lapide che ricorda un verso tratto da Un'antica immagine della Madonna del presbitero e poeta Giacomo Zanella.